# Labeja
Labeja (francès Labège) és un municipi francès del departament de l'Alta Garona a la regió d'Occitània.

## Monument

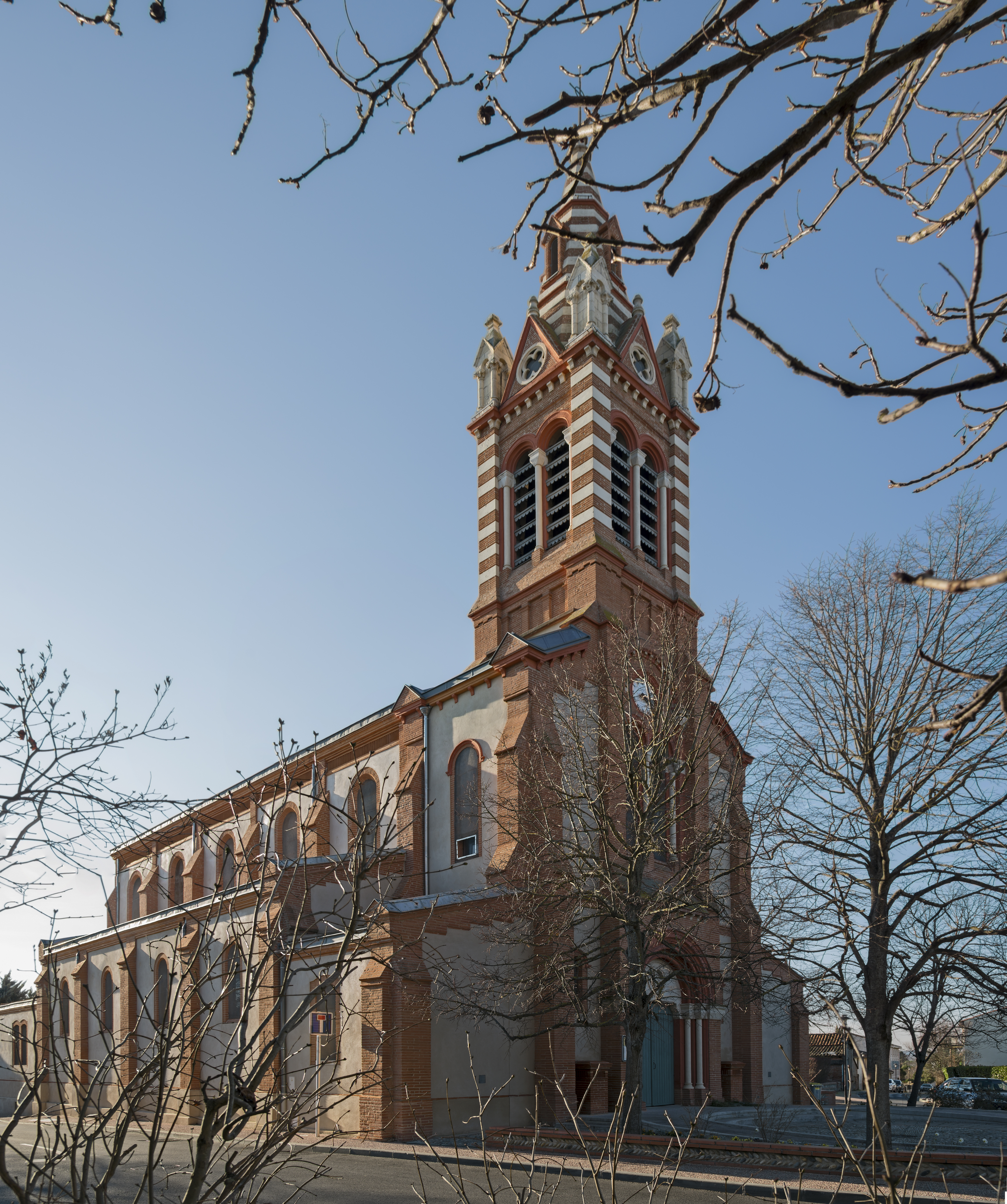
Església de Sant Bartomeu
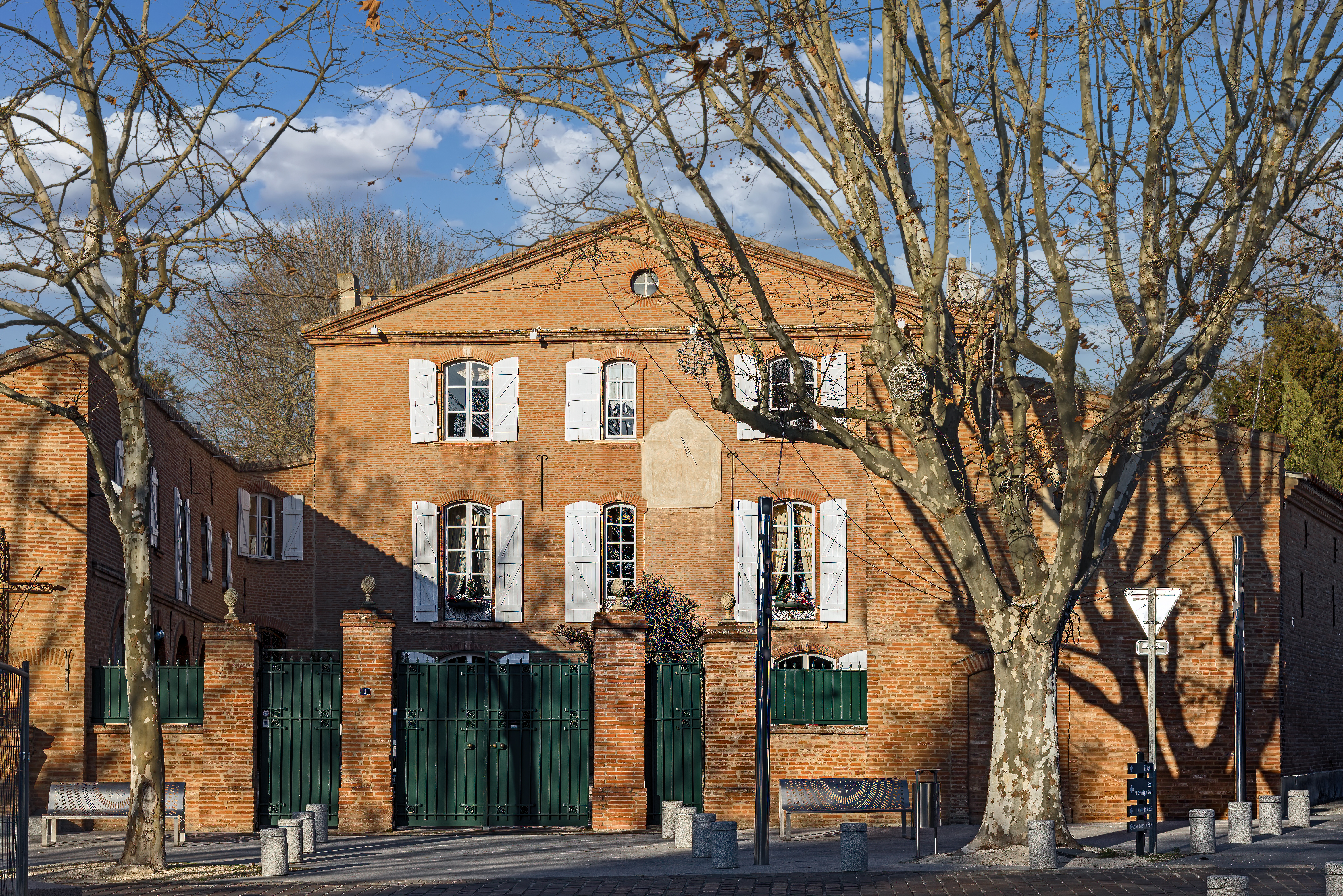
Pazo.
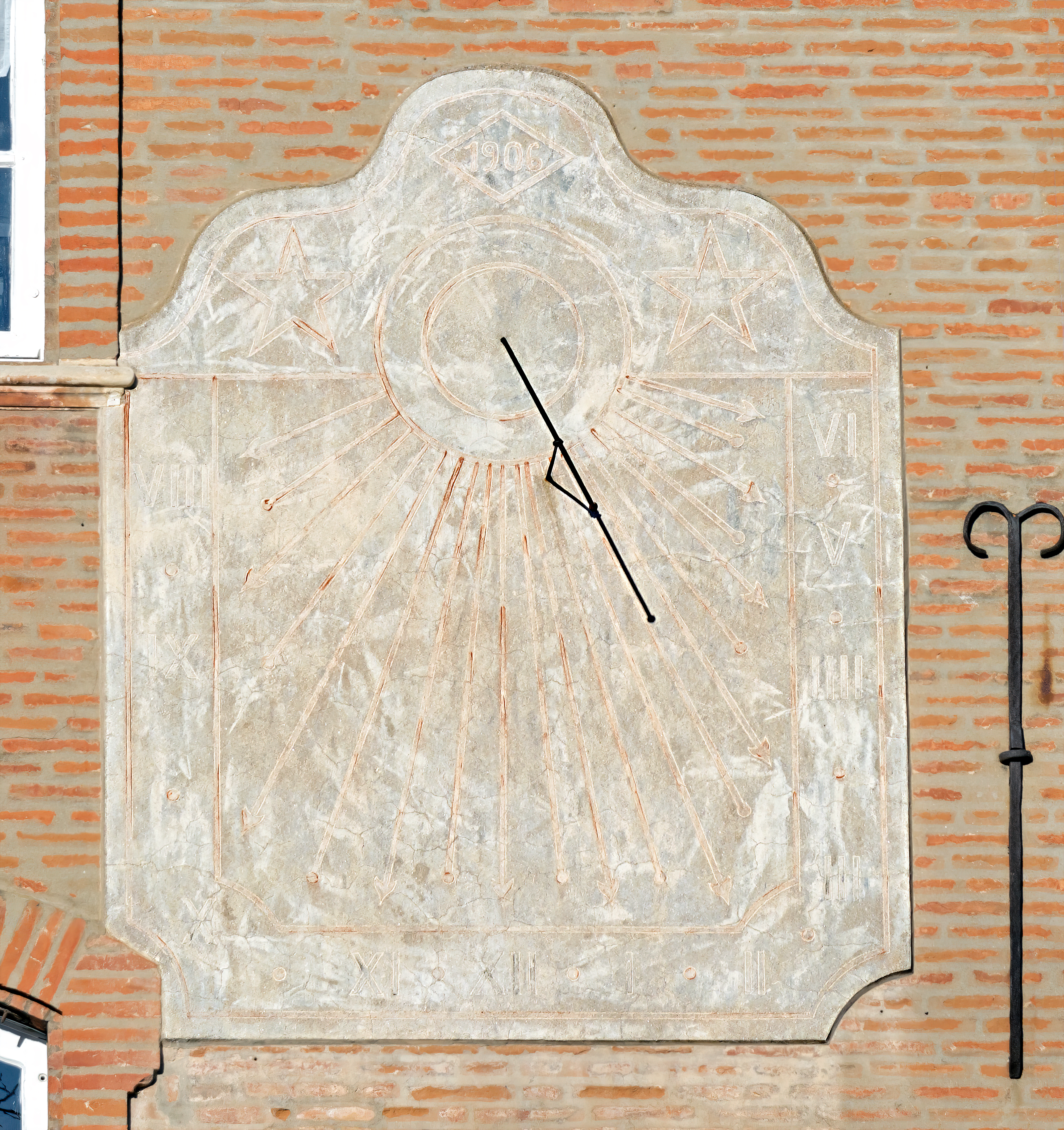
Rellotge de sol de 1906
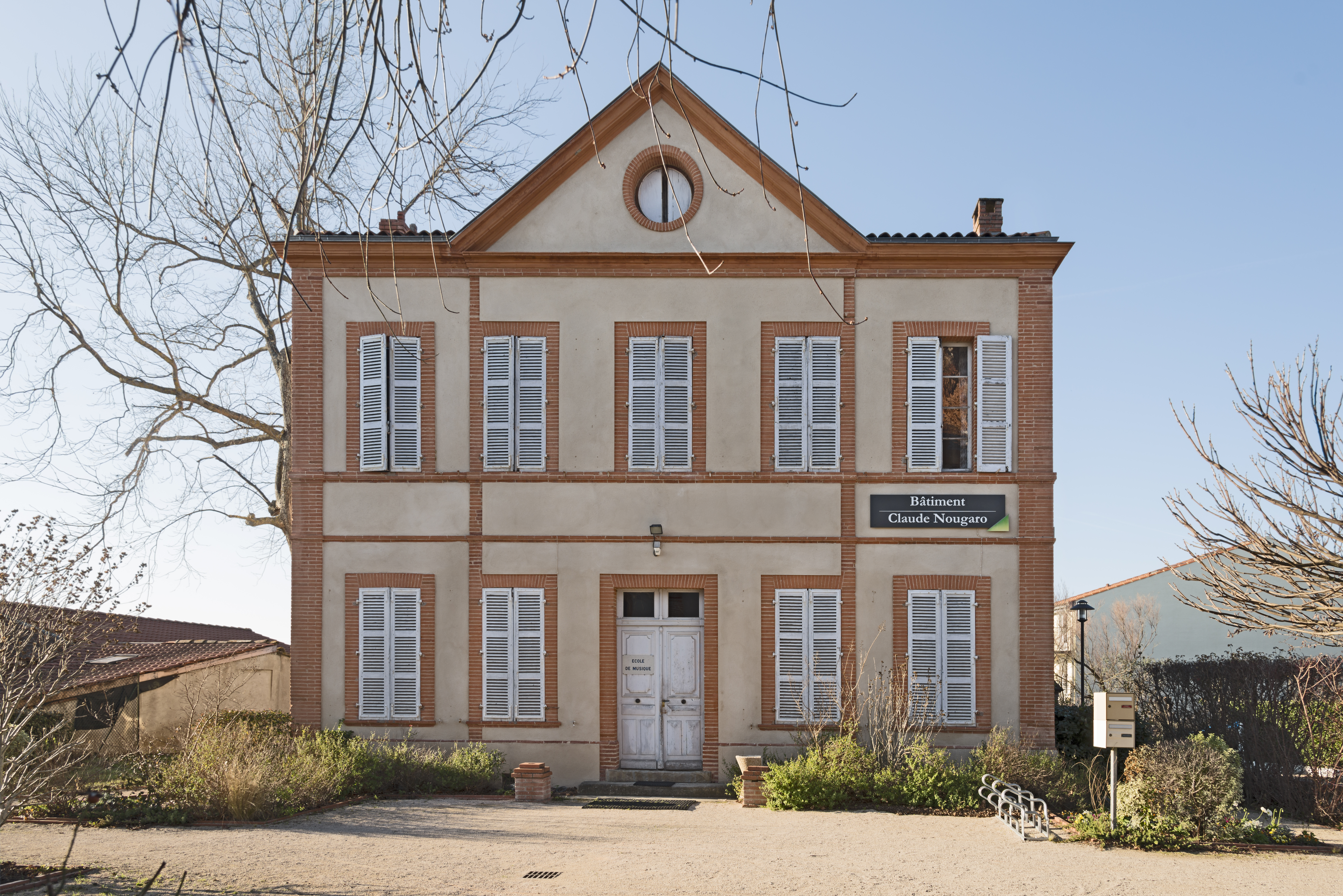
Escola de música  Claude Nougaro
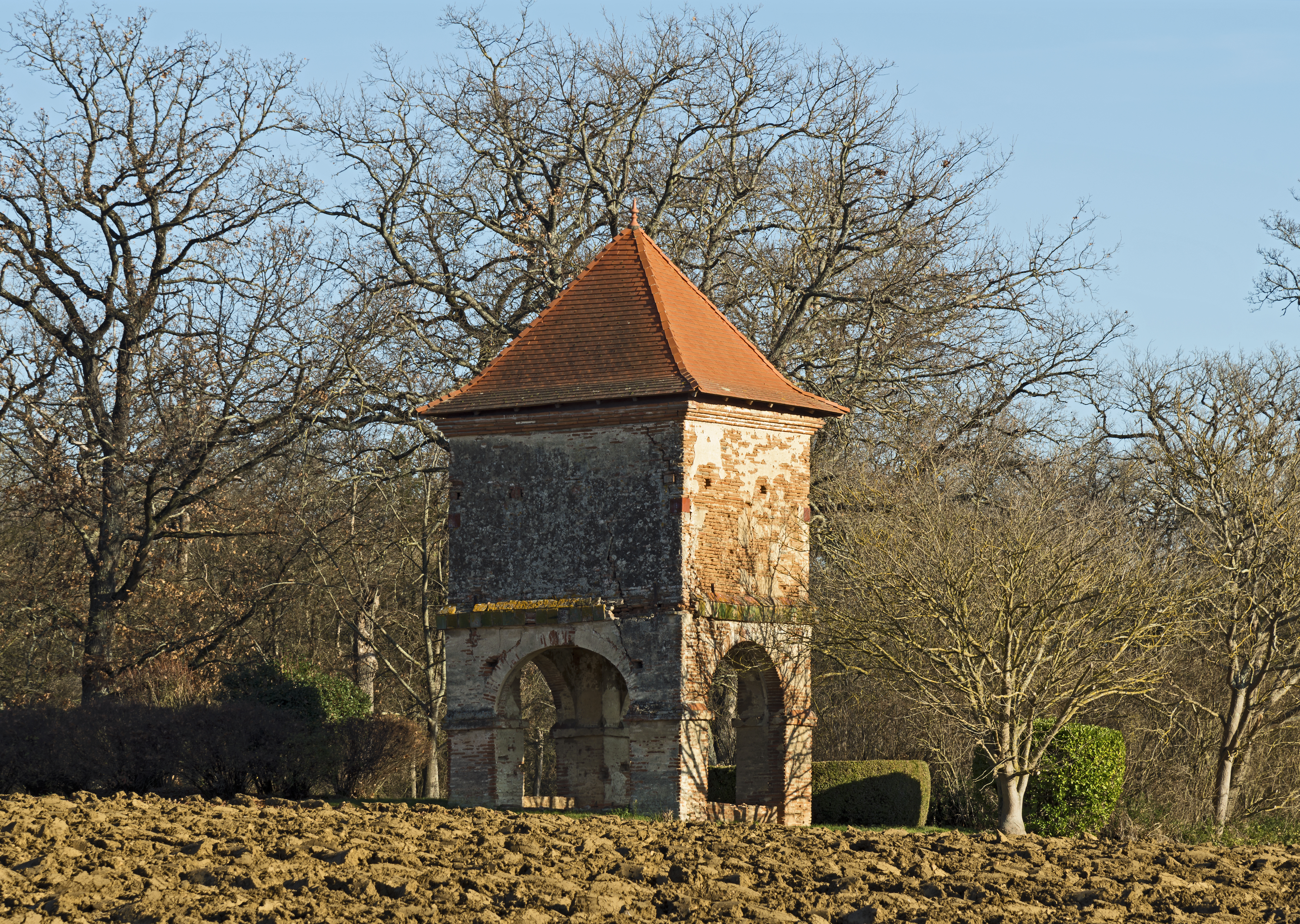
Colomar de Bouysset.
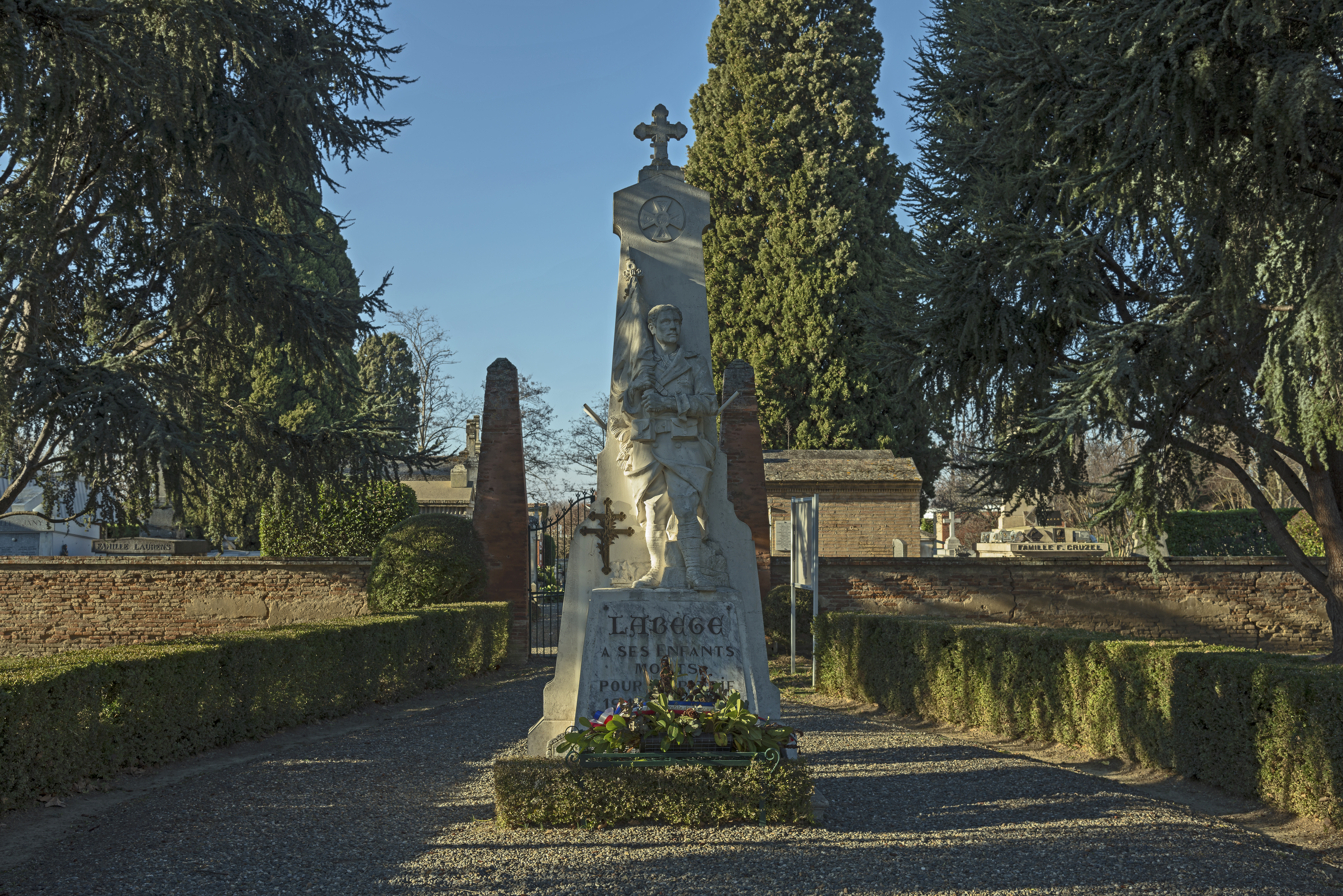
El monument de la guerra